# Gustav Flatow
Gustav Felix Flatow (Berent (Pruisen), 7 januari 1875 – Theresienstadt (Tsjechië), 29 januari 1945) was een Duitse turner. Hij behaalde zowel tijdens de Olympische Zomerspelen in Athene (1896) als in Londen (1900) een gouden medaille met de Duitse turnploeg om de rekstok.
Flatow werd geboren in een Joods gezin in West-Pruisen, wat tegenwoordig deel uitmaakt van Polen. Hij verhuisde in 1892 naar Berlijn. Flatow was net als zijn zes jaar oudere neef Alfred Flatow een talentvol turner en werd namens Duitsland afgevaardigd naar de eerste moderne Olympische Zomerspelen, in Athene. Hij nam individueel deel op verschillende onderdelen, maar zonder veel succes. Met de Duitse turnploeg won hij wel goud op de rekstok. Die prestatie herhaalde hij vier jaar later op de Spelen op Londen, zij het dat de Duitse ploeg daar geen verdere concurrentie had.
In 1899 begon hij zijn eigen textielbedrijf. In 1933 vluchtte Flatow samen met zijn vrouw, dochter en zoon naar Nederland vanwege de machtsovername van de Nazi's. Hij vestigde zich op de Statensingel in Rotterdam. Na de Duitse inval in Nederland dook de familie onder in Driebergen. Op 30 december 1943 werd zijn zoon Stefan gearresteerd en paar dagen later Flatow en zijn vrouw. Alleen zijn dochter Anni slaagde er in ontsnappen. Zij vond een onderduikadres in Bennekom, maar verdween daar spoorloos. Mogelijk is zij door het verzet geliquideerd, omdat ze werd aangezien voor een verraadster. Flatow zelf overleefde de oorlog niet, evenals zijn neef Alfred. Hij werd vermoord in het Tsjechische concentratiekamp Theresienstadt. Zijn vrouw en zoon bleven wel in leven.
De stad Berlijn vernoemde in 1997 een straat naar beide neven. In het stadsdeel Berlin-Kreuzberg draagt een sporthal hun naam. Deutsche Post bracht in 1996 een set postzegels uit om het honderdjarig bestaan van de Olympische spelen te herdenken. Op een van de zegels staan de Gustav en Alfred Flatow afgebeeld.